# 100 años (Ha*Ash e Prince Royce)
100 años è un singolo del gruppo musicale statunitense Ha*Ash, pubblicato il 13 ottobre 2017 come primo singolo dal quinto album in studio 30 de febrero. Il singolo ha visto la collaborazione del cantante statunitense Prince Royce.

## La canzone
La traccia,  segna la prima collaborazione tra i due artisti statunitense. È stata scritta da Ashley Grace, Hanna Nicole, Prince Royce e Andy Clay.

## Video musicale
Il videoclip, diretto da Pablo Croce, è stato girato nel 2017 nello Hollywood Beach di Miami. È stato pubblicato su Vevo il 20 ottobre 2017. Il video ha ottenuto la certificazione Vevo per le oltre 100 milioni di visualizzazioni. Il video ha raggiunto 120 milioni di visualizzazioni su Vevo.

### En vivo versione
Il video è stato girato sotto forma di esibizione dal vivo dal album En Vivo (2019). Il video è stato girato a Auditorio Nacional, Città del Messico (Messico). È stato pubblicato su YouTube il 6 dicembre 2019.

## Tracce
Download digitale
1. 100 años (feat. Prince Royce) – 3:05 (Ashley Grace, Hanna Nicole, Prince Royce, Andy Clay)

## Formazione
- Ashley Grace – voce, composizione
- Hanna Nicole – voce, produzione, composizione
- Geoffrey Royce – composizione
- Andy Clay – composizione
- Matt Rad – registrazione, piano, chitarra, produzione
- George Noriega – programmazione
- Francesco Grieco – registrazione